# Pesagot
Pesagot (en hebreo: פסגות‎, lit. 'Picos') es un asentamiento israelí ubicado en la gobernación de Ramala y Al-Bireh, en Cisjordania, Palestina. Está situado en una colina adyacente a las ciudades de Ramala y Al-Bireh, alrededor de 13 km al norte de Jerusalén. Está organizado como un asentamiento comunitario y recae bajo la jurisdicción del concejo regional de Maté Benjamín. En 2024 tenía una población de 2276 habitantes.
La comunidad internacional considera los asentamientos israelíes en Cisjordania ilegales según el derecho internacional, pero el gobierno israelí no está de acuerdo con esta posición.

## Toponimia
El nombre Psagot fue propuesto por uno de los primeros residentes, Moshe Bar-Asher, un profesor y jefe de la Academia de la Lengua Hebrea. Expresa la esperanza de que el nuevo pueblo logre un pico en el asentamiento y estudio de la Torá. El nombre también se refiere a la ubicación de Psagot en el pico del Monte Tawil.

## Historia
El nombre árabe de la colina es Jabel Tawil («montaña larga»). El área era conocida como la colina kuwaití debido a los numerosos visitantes del Golfo Pérsico que hacían caminatas en la zona. En 1964, parte de la tierra fue adquirida por el distrito de Jerusalén para el desarrollo turístico.
La comunidad internacional considera que los asentamientos israelíes en Cisjordania son ilegales según la Cuarta Convención de Ginebra, de la que Israel es miembro y cuyo artículo 49 especifica que "la Potencia ocupante no podrá efectuar la evacuación o el traslado de una parte de la propia población civil al territorio por ella ocupado". El gobierno israelí no está de acuerdo con esta posición.